# Szangszokcsadul
A Szangszokcsadul, teljes címén Vanggvanul sszurjonun csa, ku mugerul kjondjora – Szangszokcsadul (hangul: 왕관을 쓰려는 자, 그 무게를 견뎌라 – 상속자들, RR: Wanggwaneul sseuryeoneun ja, geu mugereul gyeondyeora – Sangsokjadeul;  „Aki a koronát viselni akarja, a súlyát is el kell bírnia – Az örökösök”), angol címén The Inheritors vagy The Heirs, 2013. október 9-én, Dél-Koreában műsorra tűzött televíziós sorozat I Minho, Pak Sinhje, Kang Minhjok, Kim Ubin, Cshö Dzsinhjok, Kang Hanul és Krystal Jung főszereplésével. A sorozat gazdag középiskolások életét mutatja be, a Secret Garden és az A Gentleman's Dignity című sorozatok híres forgítókönyvírója, Kim Unszuk kifejezetten I Minhónak írta a forgatókönyvet. A sorozatot szerdán és csütörtökön főműsoridőben vetítette az SBS csatorna.

## Történet
A középiskolás Csha Unszang és néma édesanyja szegények, az anya a vagyonos Kim családnál bejárónő. Amikor Amerikában élő testvére levelet küld, hogy férjhez megy és emiatt pénzre lenne szüksége, Unszang személyesen viszi el a pénzt Kaliforniába, csakhogy nővére egyáltalán nem készül férjhez menni, csupán léha életmódjához kell a pénz, amit el is vesz Unszangtól és eltűnik. A kétségbeesett lány nem tud hova menni, az utcáról a gazdag, 18 éves Kim Than menti meg, aki egyedül él egy óriási házban a parton – saját bátyja, Von száműzte ide. Than családi viszonyai igen kuszák, édesanyja, Khie a milliárdos Kim Namjun szeretője, a „kis madame”, aki együtt él a férfival szöuli otthonukban. Than bátyja, Von Kim első házasságából született, édesanyja meghalt. Kim ezután Csong Dzsiszokot („nagy madame”) vette feleségül, akitől azonban nem született gyermeke. Thant Dzsiszok fiaként anyakönyvezték. A „nagy madame” mindent megtesz, hogy megkeserítse férje szeretőjének és balkézről született fiának életét, Von pedig valósággal gyűlöli féltestvérét, Than azonban mindenáron ragaszkodik a bátyjához.
Kaliforniai rövid ismeretségük alatt Than beleszeret Unszangba, és amikor a lány hazautazik Koreába, a fiú úgy dönt, követi. Ezzel ezernyi bajt zúdít a fejére, bátyja ugyanis nem akarja látni, mert úgy gondolja, Than 18. születésnapját követően megkezdődik majd a harc köztük a cégbirodalom örökléséért. Thannak esze ágában sincs a céggel foglalkozni, apja azonban egyáltalán nem így vélekedik. Az öreg Kim mindkét fia szerelmi életébe is beleszól, Uncshant beíratja a cég által alapított elit középiskolába, hogy rádöbbentse a lányt, mennyire nem illik Than világába. Csakhogy a fiatalok kapcsolata szorosabbra fűződik, különösen amikor az iskola rossz fiúja, Jongdo is szemet vet a lányra. Jongdo és Than valaha legjobb barátok voltak, azonban egy vélt sérelem miatt ellenségekké váltak. Uncshant pedig nem csak az elitista középiskolások szekálják szegény származása miatt, de Rachellel is meg kell harcolnia, akit a család szemelt ki Than menyasszonyának.

## Szereplők

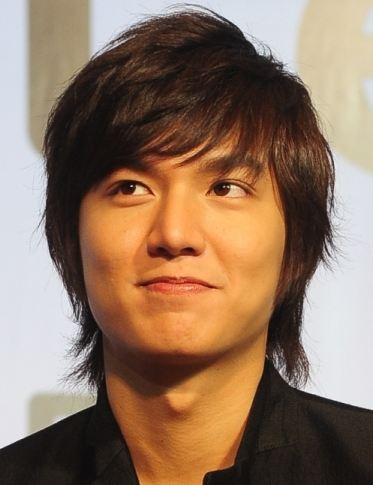
I Minho mint Kim Than
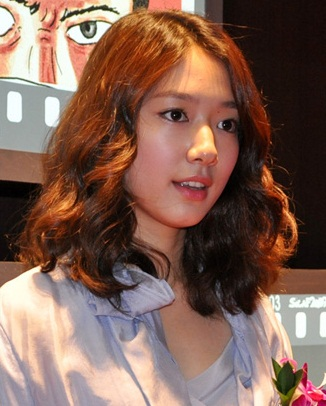
Pak Sinhje mint Csha Unszang
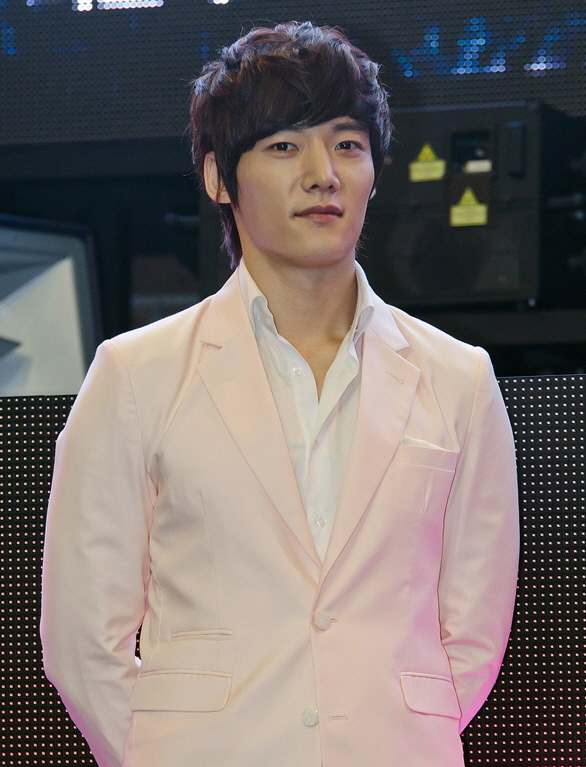
Cshö Dzsinhjok mint Kim Von
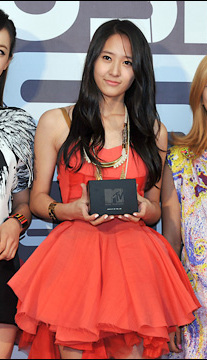
Krystal Jung mint I Bona
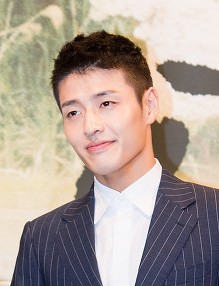
Kang Hanul mint I Hjosin